# Frankie Rose
Frankie Rose (nascida em 18 de janeiro de 1978) é uma compositora e musicista americana. Ela era membro original das bandas Crystal Stilts, Dum Dum Girls, as Vivian Girls e Beverly. 
Rose lançou seu primeiro single "Ti Only One" em 2009 lançado pela Slumberland Records. Foi seguido em 2010 por um álbum completo chamado Frankie Rose and the Outs. Seu segundo álbum, Interstellar, foi lançado em fevereiro de 2012, e ganhou um prêmio de "Best New Music" no Pitchfork. O seu terceiro álbum intitulado "Wild Here" foi lançado pela gravadora Fat Possum em 2013. Frankie mora em Los Angeles e Nova York como compositora em tempo integral para cinema e televisão.

## Discografia

### Álbuns
- Frankie Rose and the Outs, Slumberland, 2010
- Interstellar, Slumberland, 2012
- Herein Wild, Fat Possum, 2013[1]
- Careers, Kanine, 2014 (as Beverly)

### EPs
- Night Swim, Slumberland, 2012

### Singles
- "Thee Only One", Slumberland, 2009
- "Know Me", Slumberland, 2012